# 纳瓦霍河
纳瓦霍河（英語：Navajo River）是圣胡安河的一条支流，长约54-英里（87-），源自科羅拉多州科內霍斯縣，向西南方向流过克罗莫后进入新墨西哥州，在道西以北掉头向东北流去，最终在科羅拉多州阿丘利塔縣汇入圣胡安河。

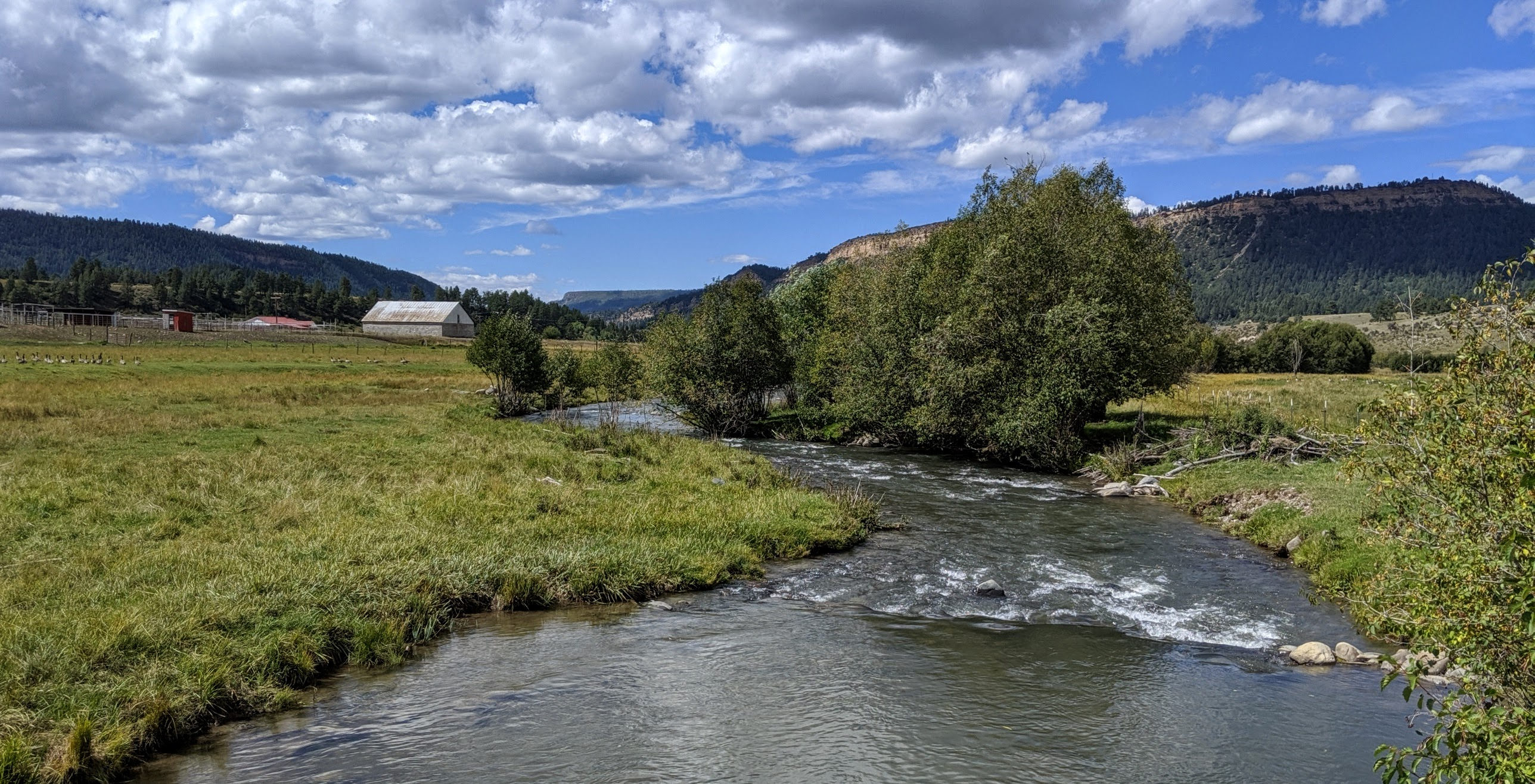
納瓦霍河

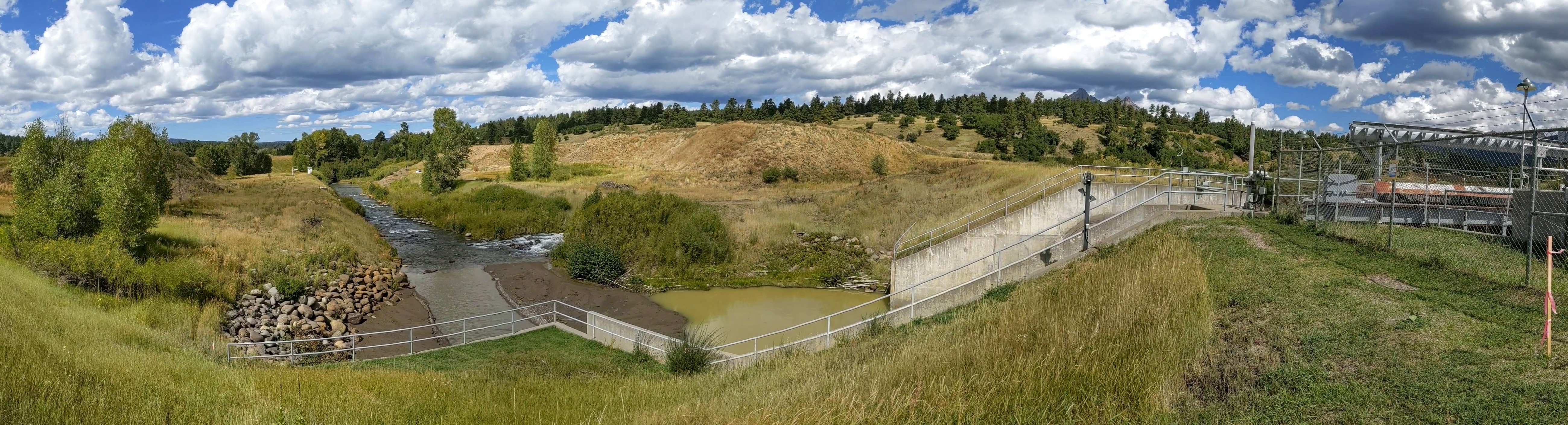
水壩旁的納瓦霍河